# Georges Vuilleumier
Georges Vuilleumier (ur. 21 września 1944 w Tramelan, zm. 29 lipca 1988) – piłkarz szwajcarski grający na pozycji napastnika. W swojej karierze rozegrał 20 meczów w reprezentacji Szwajcarii i strzelił w nich 2 gole.

## Kariera klubowa
Swoją karierę piłkarską Vuilleumier rozpoczął w klubie FC La Chaux-de-Fonds. W sezonie 1962/1963 zadebiutował w nim w szwajcarskiej pierwszej lidze i grał w nim do końca sezonu 1965/1966. W sezonie 1963/1964 wywalczył z La Chaux-de-Fonds mistrzostwo Szwajcarii.
W 1966 roku Vuilleumier przeszedł do Lausanne Sports. W 1977 roku ponownie zmienił klub i w sezonie 1977/1978 był zawodnikiem FC Fribourg. W 1978 roku wrócił do FC La Chaux-de-Fonds, a w 1979 roku zakończył w nim swoją karierę.

## Kariera reprezentacyjna
W reprezentacji Szwajcarii Vuilleumier zadebiutował 4 października 1964 w przegranym 0:2 towarzyskim meczu z Węgrami, rozegranym w Bernie. W 1966 roku był w kadrze Szwajcarii na Mistrzostwa Świata w Anglii. Na tym turnieju był rezerwowym i nie rozegrał żadnego spotkania. W kadrze narodowej od 1964 do 1973 roku rozegrał 20 meczów i strzelił w nich 2 gole.